# Schlitten 300 kg (Hs. 1)
Der Schlitten 300 kg (Hs. 1) (oftmals auch Heeresschlitten (Hs. 1)) war ein ein-, zwei- oder in Ausnahmefällen auch dreispännig gefahrener Pferdeschlitten, kam 1942 in die Bestände der Wehrmacht und wurde bis zum Ende des Zweiten Weltkriegs eingesetzt.

## Entwicklung
Mit der Wirkung vom 18. Juni 1942 kam der leichte Heeresschlitten 300 kg Tragfähigkeit in die Bestände der Wehrmacht. Der Schlitten gehörte zum Allgemeinen Heergerät und war ein Einheitsschlitten. Er wurde hauptsächlich zum Transport von großen und sperrigen Lasten, welche auch über die Ladefläche hinausging, eingesetzt.

## Produktion
| Firma | Ort                        |
| --- | -------------------------- |
| Karosserie- und Fahrzeugwerke Ernst Dietzsch | Glauchau                   |
| Landeslieferungsgenossenschaft des Stellmacher- und Karosseriebauerhandwerks der Pfalz eGmbH                                                          | Neustadt an der Weinstraße |
| Landeslieferungsgenossenschaft des Stellmacher-, Karosseriebauer- und Schmiedehandwerks für Salzburg, Tirol, Vorarlberg, Steiermark und Kärnten eGmbH | Salzburg                   |
| Landeslieferungsgenossenschaft des Stellmacher- und Karosseriebauerhandwerks für das Land Österreich GmbH                                             | Wien                       |

## Technische Daten

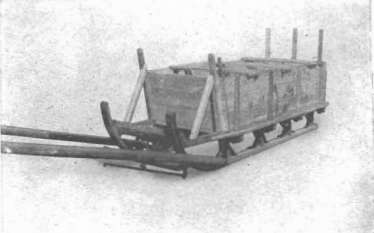
Der Heeresschlitten 1 mit Kastenaufbau

Der Hs. 1 war ein einteiliger Schlitten, bestehend aus einem Untergestell, zwei eisenbeschienten Kufen und den Deichselholmen. Die Deichselholme waren zwei einfache Holstangen, welche mit je einer Öse in die Zapfen der Schlittenkufen eingehängt wurden. Beim einspännigen Betrieb wurden zwei dieser Holme am Schlitten befestigt. Wurde der Schlitten zweispännig gefahren, wurde nur ein Holm eingesetzt, da die Pferde nebeneinander liefen, um eine bessere Zugwirkung zu erzielen. Der hölzerne Ortscheit wurde am vorderen oberen Querträger durch einen Haken, ab Juni 1944 durch zwei Haken, befestigt. Am hinteren Joch, oberhalb jeder Kufe, gab es Zughaken, um Akjas oder weitere Schlitten befestigen zu können. Bremsen gab es am Schlitten nicht. Im Bedarfsfall sollten dafür Ketten und Stricke genutzt werden, welche hinten befestigt wurden und durch Körperkraft den Schlitten zum Stehen bringen sollten. Auch sollten Brettstücke oder Knüppel zum Bremsen genutzt werden.
Um aus dem einfachen Lastenschlitten einen Kastenschlitten mit Seitenwänden zu machen, wurden hölzerne Seitenwände sowie eine Vorder- und Rückwand am Schlitten befestigt. Dadurch entstand ein Kasten mit 2,1 m Länge, 76 cm Höhe und 43 cm Breite. In diesen konnten ein bis drei Sitzbretter befestigt werden und bis zu sechs Soldaten Platz bieten.

## Einsatz
Der Hs. 1 wurde, ohne die zusätzlichen Seitenwände, als Lastenschlitten eingesetzt. Wurden die Seitenwände montiert, wurde der Schlitten ein Kastenschlitten und diente zum Transport von schweren Infanteriewaffen und Geräten aller Art, Munition und Verpflegung. Auch als Transportschlitten für Mannschaften konnte und wurde dieser Schlitten verwendet. So konnte ein 8-cm-Granatwerfer 34 mit Richtaufsatz, Tragegestellen, Zubehör und 58 Wurfgranaten auf einem Schlitten transportiert werden. Der Schlitten gehörte zur Winterausstattung der nicht motorisierten Einheiten und Verbände des Heeres. Aber auch bei der Panzergrenadier- und Panzerdivision wurde der Schlitten häufig eingesetzt. Im Herbst 1942 wurde beispielsweise der Hs. 1 für den Transport des Lichtmess-, Schallmess- und Nachrichtengeräts bei den leichten Beobachtungsbatterien (motorisiert) in den Panzerdivisionen genutzt.

## Lackierung
Die Lackierung des Schlittens war entweder weiß (RAL 9001 oder 9002) oder sie hatten die Naturholzfarbe.